# 国土調査法
国土調査法（こくどちょうさほう、昭和26年6月1日法律第180号）は、国土の開発および保全ならびにその利用の高度化に資するとともに、あわせて地籍の明確化を図るため、国土の実態を科学的かつ総合的に調査することに関する法律である。
1951年（昭和26年）6月1日に公布された。

## 構成
- 第一章 目的及び定義（第1条・第2条）
- 第二章 計画及び実施（第3条―第10条）
- 第三章 国土審議会等の調査審議等（第11条―第16条）
- 第四章 成果の取扱（第17条―第21条）
- 第五章 雑則（第22条―第34条の2）
- 第六章 罰則（第35条―第38条）
- 附則